# Tetsuya Toyoda
Pour les articles homonymes, voir Toyoda.
豊田 徹也
Testuya Toyoda (豊田 徹也, Toyoda Tetsuya), né en 1967 dans la préfecture d'Ibaraki, est un mangaka japonais.

## Œuvre
- Goggles (ゴーグル, Gōguru?), Kōdansha, 2012 (Monthly Afternoon, 2003-2012) (Ki-oon, 2013)
- Undercurrent (アンダーカレント, Andākarento?), Kōdansha, 2005 (Monthly Afternoon, 2004-2005) (Kana, 2008)
- Kosho tsuki no ya kaitori gyō (古書月の屋買取行?) (Hōsho gekkan, 2007)
- Slider (スライダー, Suraidā?) (Monthly Afternoon, 2008)
- Coffee Time (珈琲時間, Kōhī Jikan?), Kōdansha, 2009 (Monthly Afternoon, 2008-2009) (Ki-oon, 2014)
- M. Bojangles (ミスター・ボージャングル, Misutā bōjanguru?) (Monthly Afternoon, 2011)
- Tonkatsu (とんかつ?) (Monthly Afternoon, 2012)
- Umi o mi ni iku (海を見に行く?) (Monthly Afternoon, 2012)
- Kagefumi (影踏み?) (Good! Afternoon, 2015)
- Sukū inochi wa jibun no ka mo shirenai (救う命は自分のかもしれない?) (Kakū (架空?), 2017)
- Rōdoku-ya riri i (朗読屋リリィ?) (MANGA Day to Day#46, 2020, Twitter)

## Distinctions

### Nominations
- 2009 : Undercurrent en sélection officielle du 36e festival de la bande dessinée d'Angoulême[1]
- 2014 : Goggles en sélection officielle du 41e festival international de la bande dessinée d'Angoulême[2]

### Récompenses
- 2003 : prix Afternoon pour l'histoire courte Goggles[3]
- 2009 : Prix Asie de la Critique ACBD pour Undercurrent[4]